# Kulturdenkmale in Deutschland
Die Kulturdenkmale in Deutschland sind Kulturgüter, die in Deutschland unter Denkmalschutz gestellt sind. Für den Schutz sind die Denkmalbehörden, Denkmalpfleger und Eigentümer zuständig, was vor allem durch jeweilige Denkmalschutzgesetze (DSchG) der einzelnen Bundesländer geregelt wird. Die Zahl der Kulturdenkmale in Deutschland wird auf rund 1 Million oder 1,3 Millionen geschätzt.

## Besonderheiten in den Bundesländern
Die Länder verwenden dabei unterschiedliche Bezeichnungen. Während einige Länder alle geschützten Objekte generell als Kulturdenkmal bezeichnen, unterscheiden andere Länder beispielsweise zwischen Baudenkmal und Bodendenkmal (archäologisches Denkmal). Zu den weiteren für verschiedene Arten von Kulturdenkmalen verwendeten Bezeichnungen gehören Gartendenkmal, Kleindenkmal, Flurdenkmal und andere.
Als „bewegliche Denkmale“ werden in den meisten Ländern Objekte aufgeführt, die „nicht ortsfest“ sind. Im Denkmalschutzgesetz von Sachsen-Anhalt etwa „bewegliche Kulturdenkmale und Bodenfunde als Einzelgegenstände und Sammlungen wie Werkzeuge, Geräte, Hausrat, Gefäße, Waffen, Schmuck, Trachtenbestandteile, Bekleidung, Kultgegenstände, Gegenstände der Kunst und des Kunsthandwerkes, Münzen und Medaillen, Verkehrsmittel, Maschinen und technische Aggregate, Teile von Bauwerken, Skelettreste von Menschen und Tieren, Pflanzenreste und andere Hinterlassenschaften.“
Der Plural „Denkmale“ wird von den neun Ländern Baden-Württemberg, Berlin, Brandenburg, Mecklenburg-Vorpommern, Niedersachsen, Sachsen, Sachsen-Anhalt, Schleswig-Holstein und Thüringen verwendet. Der Plural „Denkmäler“ wird von den sieben Ländern Bayern, Bremen, Hamburg, Hessen, Nordrhein-Westfalen, Rheinland-Pfalz und Saarland verwendet.
In einigen Bundesländern werden denkmalgeschützte Objekte durch das Anbringen einer Denkmalplakette gekennzeichnet. In der DDR wurde zu diesem Zweck ein Symbol verwendet, das dem Emblem der nach der Haager Konvention zum Schutz von Kulturgut bei bewaffneten Konflikten geschützten Kulturgüter nachgebildet und daher missverständlich ist. Die ostdeutschen Länder verwenden dieses Symbol weiterhin zum Kennzeichnen ihrer Kulturdenkmale. Auch einige westdeutsche Länder verwenden ähnliche Symbole. Niedersachsen hatte ein kurz zuvor herausgegebenes ähnliches Symbol 2018 aufgegeben und verwendet seither sein Landeswappen auf der Denkmalplakette.

## Liste
| Bundesland             | Denkmalschutzgesetze                                                                                     | Denkmalfachbehörden | Listen                        | Denkmalplakette |
| ---------------------- | --- | --- | ----------------------------- | --------------- |
| Baden-Württemberg      | Gesetz zum Schutz der Kulturdenkmale des Landes Baden-Württemberg (DSchG BW, 1983)                       | Landesamt für Denkmalpflege Baden-Württemberg | Kulturdenkmale                | ?               |
| Bayern                 | Bayerisches Denkmalschutzgesetz (BayDSchG, 1973)                                                         | Bayerisches Landesamt für Denkmalpflege (gibt Bayerische Denkmalliste und Buchreihe Denkmäler in Bayern heraus)                                              | Baudenkmäler, Bodendenkmäler  | keine           |
| Berlin                 | Gesetz zum Schutz von Denkmalen in Berlin                                                                | Landesdenkmalamt Berlin | Kulturdenkmale                |                 |
| Brandenburg            | Brandenburgisches Denkmalschutzgesetz                                                                    | Brandenburgisches Landesamt für Denkmalpflege und Archäologisches Landesmuseum                                                                               | Bau- und Bodendenkmale        |                 |
| Bremen                 | Gesetz zur Pflege und zum Schutz der Kulturdenkmäler                                                     | Landesamt für Denkmalpflege Bremen | Kulturdenkmäler               | keine           |
| Hamburg                | Denkmalschutzgesetz                                                                                      | Denkmalschutzamt Hamburg | Kulturdenkmäler               |                 |
| Hessen                 | Hessisches Denkmalschutzgesetz                                                                           | Landesamt für Denkmalpflege Hessen | Kulturdenkmäler               |                 |
| Mecklenburg-Vorpommern | Gesetz zum Schutz und zur Pflege der Denkmale im Lande Mecklenburg-Vorpommern                            | Landesamt für Kultur und Denkmalpflege Mecklenburg-Vorpommern                                                                                                | Baudenkmale                   |                 |
| Niedersachsen          | Niedersächsisches Denkmalschutzgesetz                                                                    | Niedersächsisches Landesamt für Denkmalpflege | Baudenkmale                   |                 |
| Nordrhein-Westfalen    | Gesetz zum Schutz und zur Pflege der Denkmäler im Lande Nordrhein-Westfalen (DSchG NRW, 1980)            | LVR-Amt für Denkmalpflege im Rheinland, LVR-Amt für Bodendenkmalpflege im Rheinland, LWL-Denkmalpflege, Landschafts- und Baukultur in Westfalen              | Baudenkmäler, Bodendenkmäler  |                 |
| Rheinland-Pfalz        | Landesgesetz zum Schutz und zur Pflege der Kulturdenkmäler (Denkmalschutz- und -pflegegesetz – DSchPflG) | Generaldirektion Kulturelles Erbe Rheinland-Pfalz | Kulturdenkmäler               | ?               |
| Saarland               | Saarländisches Denkmalschutzgesetz                                                                       | Landesdenkmalamt Saarland | Baudenkmäler                  | ?               |
| Sachsen                | Sächsisches Denkmalschutzgesetz                                                                          | Landesamt für Denkmalpflege Sachsen und Landesamt für Archäologie Sachsen                                                                                    | Kulturdenkmale, Bodendenkmale |                 |
| Sachsen-Anhalt         | Denkmalschutzgesetz des Landes Sachsen-Anhalt (DenkmSchG LSA, 1991)                                      | Landesamt für Denkmalpflege und Archäologie Sachsen-Anhalt                                                                                                   | Kulturdenkmale, Bodendenkmale |                 |
| Schleswig-Holstein     | Gesetz zum Schutz der Denkmale                                                                           | Landesamt für Denkmalpflege Schleswig-Holstein, Archäologisches Landesamt Schleswig-Holstein und Bereich Archäologie und Denkmalpflege der Hansestadt Lübeck | Kulturdenkmale, Bodendenkmale |                 |
| Thüringen              | Thüringer Denkmalschutzgesetz                                                                            | Thüringisches Landesamt für Denkmalpflege und Archäologie | Kulturdenkmale                |                 |